# Haemodracon riebeckii
Haemodracon riebeckii es una especie de gecos de la familia Phyllodactylidae.

## Distribución geográfica yhábitat
Es endémica de Socotra y Samhah (Yemen). Su rango altitudinal oscila entre 0 y 938 m s. n. m..